# 카르디옵테리스과
카르디옵테리스과(Cardiopteridaceae)는 감탕나무목에 속하는 진정쌍떡잎식물 과의 하나이다. 약 43종의 나무와 관목으로 이루어져 있으며, 목질의 덩굴식물이다. 대부분 열대 기후 지역에 분포하지만, 일부는 온대 기후 지역에 분포한다. 6개 속을 포함하고 있으며, 가장 큰 속은 키트로넬라속(Citronella)으로 21종으로 이루어져 있다. 나머지 속들은 휠씬 더 작다.